# 希思泉 (南卡罗来纳州)
希思泉（英文：Heath Springs），是美国南卡罗来纳州下属的一座城市。城市类型是“Town”。其面积大约为1.63平方英里（4.21平方公里）。根据2010年美国人口普查，该市有人口790人，人口密度约为每平方 英里486.15人（约合每平方公里187.71人）。